# نيكولاس فرنسيس
نيكولاس فرنسيس (بالإنجليزية: Nicholas Francis)‏ هو محام بالقضاء العالي بريطاني، ولد في 22 أبريل 1958 في Glamorgan ‏ في المملكة المتحدة.